# Испанский лабиринт
Испанский лабиринт (англ. The Spanish Labyrinth: An Account of the Social and Political Background of the Spanish Civil War) — книга Джеральда Бренана, представляющая собой повествование о социальной, экономической и политической истории Испании как фоне гражданской войны в Испании. 
Впервые опубликованная в 1943 году, книга неоднократно переиздавалась. Наряду с работами известных испанистов, таких как Пол Престон, Рэймонд Карр, Бернетт Боллотен и Хью Томас, «Испанский лабиринт» считается обязательным источником информации для изучения Испании и её истории.
«Испанский лабиринт» был запрещён правительством Франсиско Франко из-за критики его режима. Перевод «Испанского лабиринта» на испанский язык, опубликованный в Париже Руэдо Иберико, был тайно ввезён в страну антифранкистскими путешественниками, и книга стала популярной среди испанских диссидентов. После смерти Франко запрет был снят, и книга была хорошо принята испанскими историками.
Издание 1993 года содержит обширное предисловие Рэймонда Карра, в котором говорится, что газета Chicago Sunday Tribune назвала книгу «одним из самых блестящих политических и социальных исследований за многие годы», а газета Manchester Guardian — «сущностью Испании». Сам Карр назвал книгу «откровением для моего поколения», добавив: «Что примечательно в рассказе Бренана о Второй республике 1931–1936 годов, так это объективность, которая позволила ему выдержать испытание временем… [Его] рассказ выделяется своей удивительной беспристрастностью».